# Parodia carambeiensis
Parodia carambeiensis ist eine Pflanzenart aus der Gattung Parodia in der Familie der Kakteengewächse (Cactaceae). Das Artepitheton carambeiensis verweist auf das Vorkommen der Art in der Nähe der brasilianischen Gemeinde Carambeí.

## Beschreibung
Parodia carambeiensis wächst anfangs einzeln und sprosst dann von der Basis. Die kugelförmigen bis kurz zylindrischen Triebe erreichen Wuchshöhen von bis zu 10 Zentimeter und Durchmesser von 8 Zentimeter. Der Triebscheitel ist bewollt. Die zwölf bis 14 schmalen und scharfkantigen Rippen sind bis zu 1 Zentimeter hoch und oberhalb der ovalen, mit dichter weißer Wolle bedeckten Areolen gehöckert. Die aus den Areolen entspringenden schwarzen bis gräulich braunen Dornen besitzen eine dunklere Spitze. Die meist vier über Kreuz stehenden Mitteldornen weisen Längen von 2 bis 3 Zentimeter auf. Die sechs bis acht Randdornen liegen an der Trieboberfläche an und sind bis zu 2 Zentimeter lang.
Die etwas glockenförmigen hellgelben Blüten erreichen Durchmesser von bis zu 2,5 Zentimeter und sind ebenso lang. Ihr Perikarpell ist mit kleinen Schuppen, weißer Wolle und wenigen Borsten besetzt. Die Narbe ist purpurrot. Die rötlichen, bei Reife trockenen Früchte reißen auf. Sie sind bis zu 1,2 Zentimeter lang und mit etwas Wolle und wenigen Borsten besetzt. Die Früchte enthalten beilförmige trübschwarze Samen.

## Verbreitung, Systematik und Gefährdung
Parodia carambeiensis ist im brasilianischen Bundesstaat Paraná im Norden von Ponta Grossa verbreitet.
Die Erstbeschreibung als Notocactus carambeiensis durch Albert Frederik Hendrik Buining und Arnold J. Brederoo wurde 1973 veröffentlicht. Andreas Hofacker stellte die Art 1987 in die Gattung Parodia. Weitere nomenklatorische Synonyme sind Notocactus villa-velhensis var. carambeiensis (Buining & Brederoo) N.Gerloff (1990, unkorrekter Name ICBN-Artikel 11.4) und Peronocactus carambeiensis (Buining & Brederoo) Doweld (1999, unkorrekter Name ICBN-Artikel 11.4).
In der Roten Liste gefährdeter Arten der IUCN wird die Art als „Least Concern (LC)“, d. h. als nicht gefährdet geführt.

## Nachweise